# 대한민국의 소매업체 목록
다음은 대한민국의 소매업체 목록이다.

## 목록

### 대한민국의 백화점
- 롯데백화점
- 현대백화점
- 신세계 백화점
- 갤러리아 백화점
- AK플라자

### 슈퍼마트
- 이마트
- 홈플러스
- 롯데마트
- 농협하나로마트/클럽
- GS마트

기업형 슈퍼마켓
- 홈플러스 익스프레스
- 롯데슈퍼
- GS슈퍼마켓
- 농협하나로마트
- 킴스클럽마트
- 이마트 에브리데이